# Pixel art
Pixel art je druh počítačové grafiky, která je vytvářena po jednotlivých pixelech (obrazových bodech). Vizuál tohoto druhu grafiky pochází z 8bitových a 16bitových počítačů a videoherních konzolí, kromě jiných omezených systémů, jako jsou grafické kalkulačky. Bývá zde velice omezená paleta barev, která někdy používá pouze dvě barvy.
Vytváření nebo upravování pixelových objektů a postav do videoher se někdy nazývá spriting. To je pravděpodobně odvozené od slova sprite, které se používá v počítačové grafice k popisu dvourozměrné bitmapy, jenž se používá ve spolupráci s jinými bitmapami ke konstrukci větší scény.

## Historie
Pixel art, jak je dnes znám, z velké části pochází z klasických videoher, zejména arkádových her, jako jsou Space Invaders (1978) a Pac-Man (1980), a 8bitových konzolí, jako jsou Nintendo Entertainment System (1983) a Sega Master System (1985).
Termín pixel art byl poprvé publikovala Adele Goldberg a Robert Flegal ze Xerox Palo Alto Research Center v roce 1982. Tento koncept však sahá asi 11 let před to, například v systému SuperPaint Richarda Shoupa v roce 1972 a také v Xerox PARC.
Některé tradiční umělecké formy, jako je vyšívání počítanou nití (včetně křížkového stehu) a některé druhy mozaiky a korálků, jsou velmi podobné pixel artu. Tyto umělecké formy vytvářejí obrazce z malých barevných bodů podobných pixelům moderních digitálních počítačů. Podobný koncept v mnohem větším měřítku lze vidět na severokorejském festivalu Arirang.

## Definice
Ačkoli definice média není konkrétní, většina umělců zabývající se pixel artem souhlasí s tím, že obrázek lze kategorizovat jako pixel art, když umělec s obrázkem manipuluje se záměrnou kontrolou nad umístěním každého jednotlivého pixelu. Při cílené úpravě tímto způsobem může mít změna polohy několika pixelů drastický vliv na obrázek.
Většina umělců nepovažuje obrázky, na které byly aplikovány filtry, které způsobují, že obrázek vypadá pixelově, za stejné jako pixelové umění, protože pixely, které tvoří obrázek, nebyly umělcem vědomě umístěny a obvykle nedrží velký význam pro větší obrázek.
Společnou vlastností pixel artu je nízký celkový počet barev v obrázku. Pixel art jako médium napodobuje mnoho rysů, které se nacházejí ve starší grafice videoher, vykreslované stroji, které byly schopny vydávat pouze omezený počet barev najednou. Kromě toho je mnoho umělců toho názoru, že ve většině případů je použití velkého množství barev, zvláště pokud jsou si navzájem velmi podobné, zbytečné a snižuje celkovou čistotu obrazu, takže vypadá chaoticky. Mnoho zkušených lidí, kteří se tímto zabývají doporučuje nepoužívat více barev, než je nutné.

### Techniky

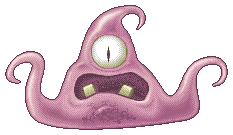
Ukázka – obrázek vytvořený v programu Microsoft Paint

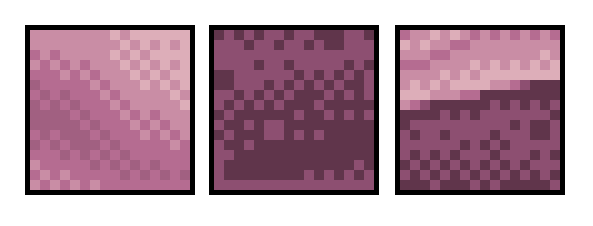
Podrobnosti k obrázku monstra. Vlevo: základní dvoubarevný šachovnicový dithering. Střed: Stylizovaný dithering s náhodně rozmístěnými 2×2 pixely. Vpravo: Anti-aliasing ručně pro hladké křivky a přechody.

Kresby obvykle začínají tím, čemu se říká line art, což je základní čára, která definuje postavu, budovu nebo cokoli jiného, co má umělec v úmyslu nakreslit. Existují i jiné techniky, některé připomínající malbu. Pokud jde o line art, přímé čáry jsou snadno proveditelné, ale diagonální čáry jsou těžší a křivky jsou ještě těžší.
Omezená paleta implementovaná v pixel artu obvykle podporuje dithering k dosažení různých odstínů a barev, ale kvůli povaze této formy umění se to obvykle provádí zcela ručně. Většina softwaru specificky zaměřeného na pixel art nabízí možnost ditheringu.
K vyhlazení křivek a přechodů lze ručně použít anti-aliasing. Někteří umělci vyhlazují interně, aby si zachovali ostré obrysy, které mohou přecházet přes jakékoli pozadí. Alfa kanál PNG lze použít k vytvoření externího vyhlazování pro jakékoli pozadí.

### Ukládání a komprese
Pixel art se přednostně ukládá ve formátu souboru využívající bezztrátovou kompresi dat. GIF a PNG jsou dva formáty běžně používané pro ukládání obrazových bodů. Formát JPEG se nepoužívá, protože jeho algoritmus ztrátové komprese je navržen pro hladké obrazy, a tak dělá pixel art neostrý a chaotický.

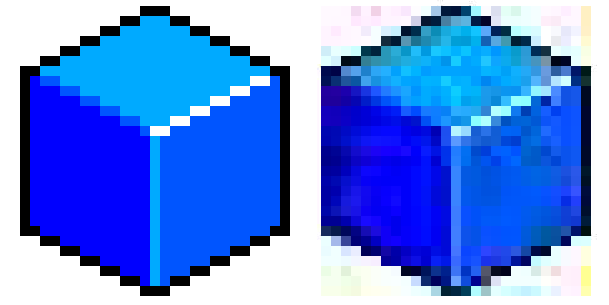
Porovnání GIF souboru a JPEG souboru.

### Projekce
Pixel art se běžně dělí do dvou podkategorií: izometrické a neizometrické. Izometrický druh je nakreslen v téměř izometrické dimetrické projekci. To je běžně vidět ve hrách, které poskytují trojrozměrný pohled bez použití jakéhokoli skutečného trojrozměrného zpracování. Technicky by izometrický úhel byl 35,264 stupňů od vodorovné roviny, ale tomu se lze vyhnout, protože pixely vytvořené algoritmem pro kreslení čar by nesledovaly úhledný vzor. K nápravě jsou vybrány čáry s poměrem pixelů 1:2, což vede k úhlu asi 26,57 stupňů (arktan 0,5). Jedna podkategorie je planometrická, která se provádí pod úhlem 1:1, což poskytuje pohled shora dolů. Další podkategorií je „RPG perspektiva“, ve které jsou osy x a z (svislé) sloučeny do bočního/horního pohledu. Tento pohled směřuje k okraji, místo k vrcholu.
|  |  |
|  |  |

Neizometrické pixelové obrázky jsou jakékoli pixelové obrázky, které nespadají do izometrické kategorie, jako jsou pohledy z horního, bočního, předního, spodního nebo perspektivního pohledu.
|  |  |
|  |  |

## Měřítko

2× přiblížený pomocí interpolace nejbližšího souseda (vlevo) a algoritmu 2xSaI (vpravo)

Když je pixelová grafika zobrazena ve vyšším rozlišení než zdrojový obrázek, je často zmenšena pomocí interpolačního algoritmu nejbližšího souseda. Tím se zabrání rozmazání způsobenému jinými algoritmy, jako je bilineární a bikubická interpolace – které interpolují mezi sousedními pixely a nejlépe fungují se spojitými tóny, ale ne s ostrými okraji nebo čarami. Interpolace nejbližšího souseda zachovává tyto ostré hrany, ale diagonální čáry a křivky vypadají blokově, což je efekt zvaný pixelace. Tak byly navrženy hybridní algoritmy pro interpolaci mezi spojitými tóny při zachování ostrosti čar v kusu; takové pokusy zahrnují 2xSaI, Super Eagle a vysoce kvalitní algoritmy hqx.

## Použití
Pixel art byl velmi často používán ve starších počítačových a konzolových videohrách. S rostoucím používáním 3D grafiky ve hrách ztratil pixel art část svého využití. Přesto má stále velmi aktivní odbornou/amatérskou komunitu. Zlepšení současné technologie způsobilo, že se pixel art vyvíjel, protože umožňuje lepší detaily a animaci v uměleckém stylu, než bylo dříve dosažitelné.
Pixel art jsou také ikony pro operační systémy s omezenými grafickými schopnostmi. Omezený počet barev a rozlišení představuje výzvu při pokusu o efektivní předání komplikovaných konceptů a nápadů. Ikony na ploše Microsoft Windows jsou rastrové obrázky různých velikostí, z nichž menší nemusí být nutně zmenšeny od větších a lze je považovat za pixel art. Na plochách GNOME a KDE jsou ikony reprezentovány především obrázky SVG, ale také ručně optimalizovanými pixelovými obrázky PNG pro menší velikosti, jako jsou 16×16 a 24×24. Dalším využitím pixel artu na moderních stolních počítačích jsou favicony.
Moderní pixel art se vnímal jako reakce na průmysl 3D grafiky amatérskými herními/grafickými fandy. Mnoho retro nadšenců se často rozhodne napodobit styl minulosti. Pixel art zůstává stále populární a byl používán ve virtuálních světech sociálních sítí, jako je Citypixel a Habbo, stejně jako mezi ručními zařízeními, jako jsou Nintendo DS, Nintendo 3DS, PSP, PS Vita a mobilní telefony, a v moderních nezávislých hrách, jako je Hotline Miami a FTL: Faster Than Light. Důvody pro použití pixel artu v moderních videohrách: vyvolává pocit nostalgie klasických videoher, je ikonický, používá menší velikosti souborů, pracuje se s ním snadněji než s 3D, pixel art může vytvářet každý, šetří čas, zůstává oblíbenou estetickou volbou.

## Softwary
- Aseprite, bitmapový editor.
- GrafX2, bezplatný softwarový bitmapový editor.
- GIMP, bezplatný softwarový editor rastrové grafiky s funkcemi pixel art a animace.
- Krita, bezplatný softwarový editor rastrové grafiky s funkcemi pixel art a animace.
- Deluxe Paint, proprietární grafický editor pro Amigu často používaný umělci z demoscén pixelů.
- Photoshop, grafický editor od Adobe